# (44597) Thoreau
(44597) Thoreau – planetoida z pasa głównego asteroid okrążająca Słońce w ciągu 3 lat i 141 dni w średniej odległości 2,25 j.a. Została odkryta 6 sierpnia 1999 roku w Obserwatorium Kleť w pobliżu Czeskich Budziejowic przez Janę Tichą i Miloša Tichego. Nazwa planetoidy pochodzi od Henry'ego Davida Thoreau (1817-1862), amerykańskiego pisarza, poety i filozofa transcendentalisty. Przed jej nadaniem planetoida nosiła oznaczenie tymczasowe (44597) 1999 PW.